# Gümüşgöze, Defne
Gümüşgöze là một thị trấn thuộc huyện Defne, tỉnh Hatay, Thổ Nhĩ Kỳ. Dân số thời điểm năm 2011 là 4.527 người.